# Célula plasmática
Las  células plasmáticas también denominadas plasmocitos pertenecen al sistema inmunitario y su papel consiste en la secreción de grandes cantidades de anticuerpos. Se diferencian a partir de los linfocitos B gracias a la estimulación de los linfocitos T CD4+, más específicamente los linfocitos Tfh. Los macrófagos actúan como células presentadoras de antígenos (APC), consumiendo un patógeno agresor. Este se incorpora a la célula por endocitosis mediada por receptor y una vez dentro es troceado en el interior de los endosomas tras la fusión con lisosomas, liberando enzimas proteolíticas sobre el patógeno. Tras la proteólisis de este, sus pedazos (los llamados péptidos antigénicos) son cargados en moléculas del tipo MHC II y presentadas en su superficie extracelular. Una vez allí, los linfocitos T CD4+ colaboradores se unirán al complejo MHC II/antígeno y provocarán la activación del linfocito B, lo que implica su diferenciación en célula plasmática y subsiguiente generación de anticuerpos contra el patógeno que ha sido consumido.

## Generalidades

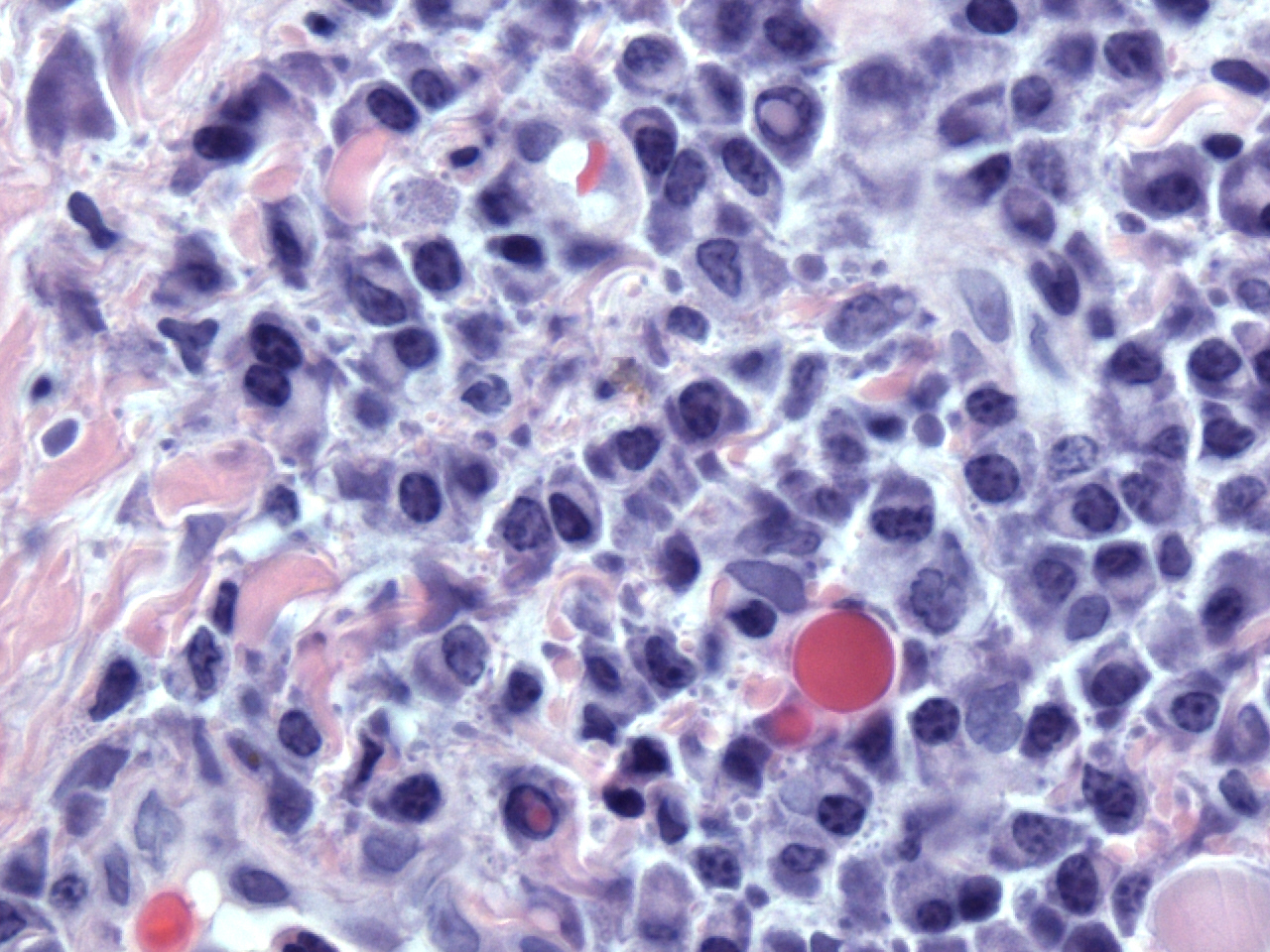
Imagen tomada con microscopio óptico en la que se observan células plasmáticas con cuerpos de Dutcher-Russell. Tinción con hematoxilina-eosina.

Tras dividirse durante aproximadamente cinco días, los linfocitos B maduros se pueden diferenciar o bien en células plasmáticas o en linfocitos B con memoria. Los linfocitos B se originan en la médula ósea, posteriormente se desplazan al bazo o a los nódulos linfáticos, donde se diferencian en células plasmáticas para secretar anticuerpos (aproximadamente 10000 por segundo). Durante los estados iniciales de la respuesta inmune el tiempo de vida de las células plasmáticas es muy corto, típicamente de unos pocos días a semanas son valiosas. No obstante, siguiendo al proceso de maduración de la afinidad, las células plasmáticas pueden sobrevivir de meses a años y continuar secretando altos niveles de anticuerpos. Los linfocitos B con memoria tienden a ser más duraderos y por ello pueden responder rápidamente a una segunda exposición al antígeno.
La clase de anticuerpo que se produce en una célula plasmática determinada depende de señales denominadas citoquinas que le llegan a partir de otras células del sistema inmunitario, como los macrófagos y los linfocitos T colaboradores. A este proceso se le denomina cambio de isotipo. Por ejemplo, las células plasmáticas probablemente secretarán anticuerpos IgG3 si maduran en presencia de la citoquina interferón gamma. Puesto que la maduración de los linfocitos B también supone hipermutación somática, estos anticuerpos tienen una afinidad muy grande por su antígeno.

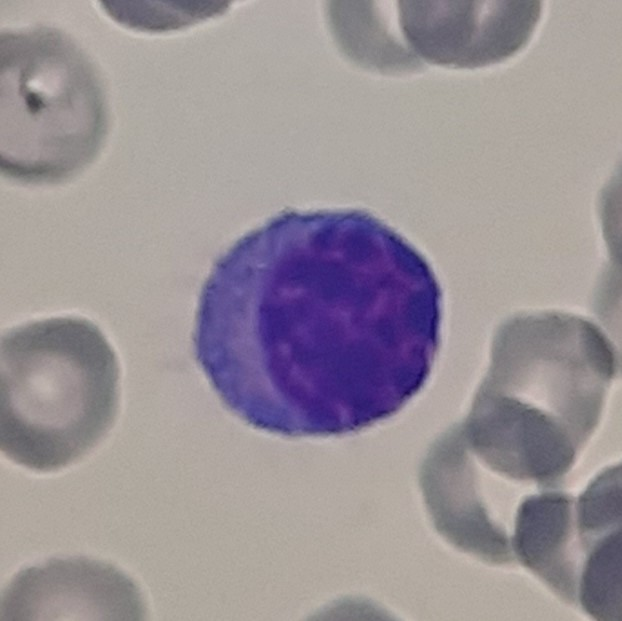
Célula plasmática en sangre periférica durante un mieloma múltiple. Tinción de May-Grünwald-Giemsa.

## Citología
Las células plasmáticas son linfocitos grandes con una elevada proporción núcleo celular/ citoplasma y con un aspecto característico vistas al microscopio óptico. Tienen un citoplasma basófilo y un núcleo excéntrico con heterocromatina dispuesta en una característica forma de "rueda de carro". Su citoplasma también contiene una zona pálida que vista al microscopio electrónico contiene un extenso aparato de Golgi junto con los centriolos. La abundancia de retículo endoplásmico rugoso combinada con un buen desarrollo del aparato de Golgi la hacen apta para la secreción de proteínas, en este caso inmunoglobulinas. El tipo de plasmocito descripto con estas características se denomina de tipo Marschalkó.

## Enfermedades de las células plasmáticas
El cáncer de células plasmáticas se denomina mieloma múltiple una de las neoplasias hematológicas más frecuentes, afecta de manera predominante hombres, de raza afroamericana y latinos, además de tener como factor de riesgo la obesidad y el tabaquismo. Esta afección se identifica porque las células plasmáticas malignas continúan produciendo anticuerpos que se detectan como paraproteínas las cuales pueden generar falla renal, y por infiltración del mieloma se genera anemia, con lesión ósea por las células plasmáticas cuyo efecto es estimular a los osteoclastos (células destructoras de hueso) siendo las características del mieloma múltiple unos criterios denominados CRAB (Hipercalcemia, Anemia, Lesión renal y lesiones óseas). 
Para el diagnóstico del mieloma múltiple es importante identificar esos criterios, además de identificar la paraproteína producida mediante estudios de electroforesis de proteínas, inmunofijación y búsqueda orientada de las células plasmáticas en la médula ósea. 
En ocasiones el cáncer de células plasmáticas puede confinarse a un solo tumor extramedular, el cual se le denomina como plasmocitoma y de manera variable produce las paraproteínas, a diferencia del mieloma múltiple, identificar un plasmocitoma único implica un tratamiento con radioterapia a diferencia de mieloma múltiple que se trata como quimioterapia. 
Al mieloma múltiple se le agregan otras condiciones derivadas de alteraciones de las células plasmáticas denominadas gammapatías monoclonales, donde podemos encontrar enfermedad de cadenas pesadas, amiloidosis, Macroglobulinemia de Wäldestrom, Síndrome de POEMS, Gammapatía monoclonal de significancia renal, etcétera.
Se piensa que la inmunodeficiencia variable común se debe a un problema en la diferenciación celular de los linfocitos en células plasmáticas. El resultado es bajos niveles de anticuerpos séricos y un aumento del riesgo de infección.